# Фридрих Вилхелм фон дер Шуленбург-Кенерт
Фридрих Вилхелм фон дер Шуленбург-Кенерт/VII (на немски: Friedrich Wilhelm von der Schulenburg-Kehnert; * 21 ноември 1742 в Кенерт (част от Тангерхюте); † 7 април 1815 в Кенерт в Саксония-Анхалт) е граф от благородническия род фон дер Шуленбург-Кенерт, държавен министър, пруски генерал на кавалерията.
Той е син на пруския офицер фрайхер Фридрих Вилхелм фон дер Шуленбург (* 10 октомври 1710; † 5 февруари 1752) и съпругата му Юлиана Луиза София фон Сидов (* 4 юни 1719; † 24 август 1774).
Фридрих Вилхелм фон дер Шуленбург-Кенерт влиза на 16 март 1760 г. като корнет във войската и участва от 1761 до 1763 г. в Седемгодишната война. През 1766 г. той е освободен от армията.
През 1770 г. той е президент на военната камера в Магдебург и през 1771 г. е извикан в Берлин и става министър на 3. департемент. През 1778 г. той става военен министър. Крал Фридрих Вилхелм II го прави 1791 г. министър на външните работи. На 25 март 1784 г. той става рицар на Ордена на Черния орел и на 2 октомври 1786 г. р издигнат на наследствен граф. След поход той се оттегля през 1795 г. в именията си. На 20 май 1798 г. той е повишен на генерал на кавалерията и от 30 март 1800 г. на генерал-постмайстер. През 1805 г. той поема управлеието на новозавладяното Курфюрство Хановер и става губернатор на Берлин.
През 1806 г. той е на служба във Кралство Вестфалия, където са собстевеностите му. Той става държавен съветник и президент на военната секция в Касел. През 1803 г. той строи дворец в Кенерт.

## Фамилия
Фридрих Вилхелм фон дер Шуленбург-Кенерт се жени на 22 август 1766 г. за Лудовика Доротея фон Борстел (* 18 март 1746; † 14 май 1767). Те имат дъщерята:
- Луиза Фридерика Вилхелмина Йохана (* 10 май 1767; † 28 март 1847), омъжена за граф Фридрих Август Леополд Карл фон Шверин (* 11 декември 1750; † 16 септември 1836), генерал-лейтенант

Той се жени втори път на 4 юни 1768 г. за Шарлота Отилия Филипина фон Клицинг (* 23 юли 1752; † 3 януари 1772). Бракът е бездетен.
Фридрих Вилхелм фон дер Шуленбург-Кенерт се жени трети път на 12 септември 1773 г. за Хелена София фон Арнщед (* 16 септември 1755; † 10 януар 1802). Те имат децата:
- Вернер Фридрих Ахац (* 7 април 1778; † 5 август 1804), женен на 8 март 1804 г. за Емилия фон Ангерн (* 26 август 1787; † 17 декември 1804)
- Вилхелмина Хелена Фридерика (* 24 януари 1775; † 18 април 1794)
- Мария Фридерика Каролина София (* 6 май 1779, Кенерт; † 21 декември 1832, Берлин), омъжена на 1 декември 1799 г. в Берлин за 1. княз Франц Лудвиг фон Хатцфелд (* 23 ноември 1756, Бон; † 3 февруари 1827, Виена)[2]